# César Balbín
César Balbín Valles (Lima, 18 de mayo de 1981) es un exfutbolista peruano.

## Trayectoria
Se desempeñaba como delantero, debutó Cienciano en 1998. Obtuvo un título nacional con Sporting Cristal el año 2002.
Integró la Selección de fútbol del Perú Sub-20 que participó en el Campeonato Sudamericano Sub-20 de 1999, donde fue el goleador del equipo con 3 goles.
Tuvo problemas extra futbolísticos en el 2005 en Cienciano, por lo que no pudo volver a jugar hasta el año 2010.

## Clubes
| Club                         | País | Año         |
| ---------------------------- | ---- | ----------- |
| Cienciano                    | Perú | 1998 - 1999 |
| Sporting Cristal             | Perú | 2000 - 2001 |
| Juan Aurich                  | Perú | 2001        |
| Sporting Cristal             | Perú | 2002        |
| Deportivo Wanka              | Perú | 2003        |
| Cienciano                    | Perú | 2004        |
| César Vallejo                | Perú | 2005        |
| Deportivo Coopsol            | Perú | 2010        |
| Club Deportivo Municipal     | Perú | 2010        |
| Universidad San Marcos       | Perú | 2011        |
| Cultural San Pedro (Coayllo) | Perú | 2011        |
| KDT (Cerro Azul)             | Perú | 2012        |
| Walter Ormeño                | Perú | 2012        |

## Palmarés

### Campeonatos nacionales
| Título                    | Club             | País | Año  |
| ------------------------- | ---------------- | ---- | ---- |
| Primera División del Perú | Sporting Cristal | Perú | 2002 |

### Campeonatos internacionales
| Título              | Club      | País | Año  |
| ------------------- | --------- | ---- | ---- |
| Recopa Sudamericana | Cienciano | Perú | 2004 |